# Regierung Thorning-Schmidt I

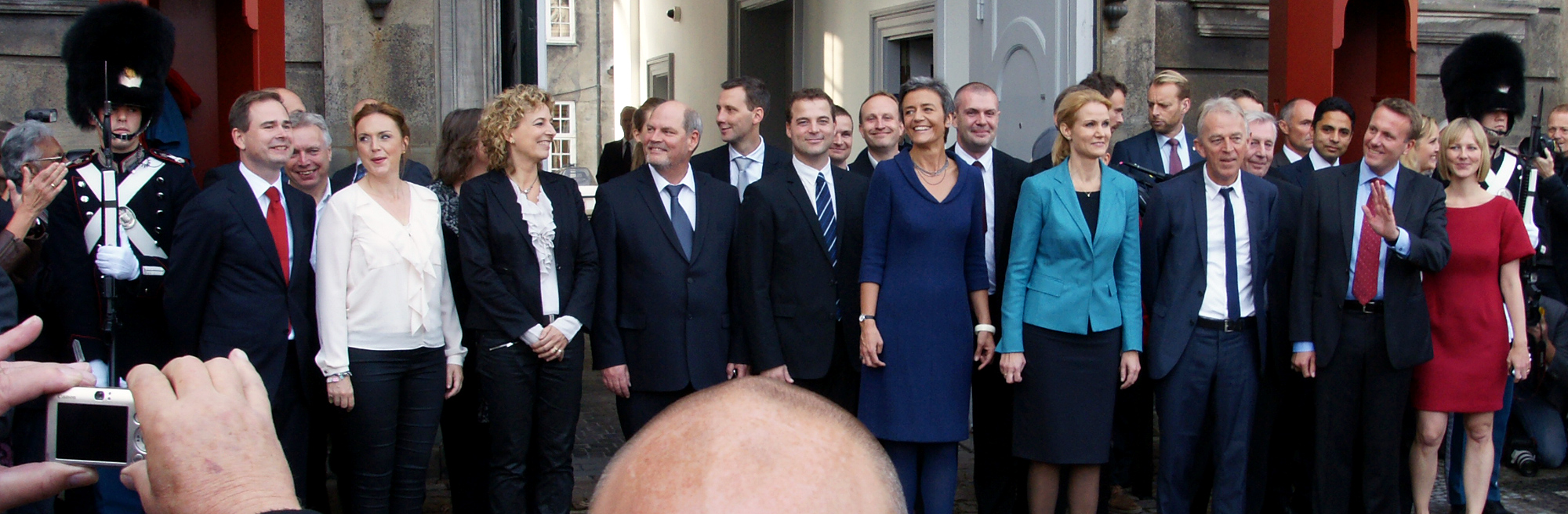
Das Kabinett Thorning-Schmidt bei Amtsantritt am 3. Oktober 2011.

Die Regierung Thorning-Schmidt I unter Ministerpräsidentin Helle Thorning-Schmidt war vom 3. Oktober 2011 bis zum 3. Februar 2014 die Regierung Dänemarks. Sie wurde im Anschluss an die Folketingswahl 2011 aus Sozialdemokraten (S), Sozialliberalen (R) und Sozialistischer Volkspartei (SF) gebildet und löste die Mitte-rechts-Regierung von Lars Løkke Rasmussen ab. Die Sozialdemokratin Helle Thorning-Schmidt war die erste Frau an der Spitze eines dänischen Kabinetts. 
Es war eine Minderheitsregierung, unterstützt von der Einheitsliste und nordatlantischen Abgeordneten. Die Sozialdemokraten stellten zehn Minister, Sozialliberale und Sozialisten je sechs Minister. Die Handels- und Investitionsministerin, der Europaminister und der Entwicklungsminister waren dem Außenministerium zugeordnet, ebenso das Fachgebiet Nordische Zusammenarbeit. Die Anzahl der dänischen Fachministerien betrug damit 19 zuzüglich der Staatskanzlei.
Am 9. August 2013 wurde bei einer Ministerrochade das Handels- dem Europaressort zugeordnet und am 12. Dezember 2013 wurden weitere vier Ministerposten umbesetzt. Dabei verließ der ehemalige SF-Vorsitzende Villy Søvndal aus gesundheitlichen Gründen die Politik.
Nach einer schwelenden Regierungskrise verließ die SF am 30. Januar 2014 die Regierung, sicherte aber der Ministerpräsidentin ihre weitere parlamentarische Unterstützung zu.  Am 3. Februar 2014 wurde die Nachfolgeregierung Helle Thorning-Schmidt II berufen.

## Kabinettsliste
| Ressort                                                         | Name                   | Amtsperiode                          | Partei                          |
| --------------------------------------------------------------- | ---------------------- | ------------------------------------ | ------------------------------- |
| Ministerpräsidentin                                             | Helle Thorning-Schmidt | 3. Oktober 2011 – 3. Februar 2014    | Sozialdemokraten (S)            |
| Wirtschaft und Inneres                                          | Margrethe Vestager     | 3. Oktober 2011 – 3. Februar 2014    | Sozialliberale (R)              |
| Äußeres                                                         | Villy Søvndal          | 3. Oktober 2011 – 12. Dezember 2013  | Sozialistische Volkspartei (SF) |
| Äußeres                                                         | Holger K. Nielsen      | 12. Dezember 2013 – 30. Januar 2014  | Sozialistische Volkspartei (SF) |
| Soziales und Integration                                        | Karen Hækkerup         | 3. Oktober 2011 – 9. August 2013     | S                               |
| Soziales und Integration                                        | Annette Vilhelmsen     | 9. August 2013 – 30. Januar 2014     | SF                              |
| Finanzen                                                        | Bjarne Corydon         | 3. Oktober 2011 – 3. Februar 2014    | S                               |
| Justiz                                                          | Morten Bødskov         | 3. Oktober 2011 – 12. Dezember 2013  | S                               |
| Justiz                                                          | Karen Hækkerup         | 12. Dezember 2013 – 3. Februar 2014  | S                               |
| Verteidigung                                                    | Nick Hækkerup          | 3. Oktober 2011 – 9. August 2013     | S                               |
| Verteidigung                                                    | Nicolai Wammen         | 9. August 2013 – 3. Februar 2014     | S                               |
| Kultur                                                          | Uffe Elbæk             | 3. Oktober 2011 – 6. Dezember 2012   | R                               |
| Kultur                                                          | Marianne Jelved        | 6. Dezember 2012 – 3. Februar 2014   | R                               |
| Umwelt                                                          | Ida Auken              | 3. Oktober 2011 – 30. Januar 2014    | SF, ab 31. Januar 2014 R        |
| Steuern                                                         | Thor Möger Pedersen    | 3. Oktober 2011 – 16. Oktober 2012   | SF                              |
| Steuern                                                         | Holger K. Nielsen      | 16. Oktober 2012 – 12. Dezember 2013 | SF                              |
| Steuern                                                         | Jonas Dahl             | 12. Dezember 2013 – 30. Januar 2014  | SF                              |
| Handel und Investitionen ab 9. August 2013 zum Europaressort    | Pia Olsen Dyhr         | 3. Oktober 2011 – 9. August 2013     | SF                              |
| Kinder und Unterricht                                           | Christine Antorini     | 3. Oktober 2011 – 3. Februar 2014    | S                               |
| Ernährung, Landwirtschaft und Fischerei                         | Mette Gjerskov         | 3. Oktober 2011 – 9. August 2013     | S                               |
| Ernährung, Landwirtschaft und Fischerei                         | Karen Hækkerup         | 9. August 2013 – 12. Dezember 2013   | S                               |
| Ernährung, Landwirtschaft und Fischerei                         | Dan Jørgensen          | 12. Dezember 2013 – 3. Februar 2014  | S                               |
| Forschung, Innovation und Hochschulausbildung                   | Morten Østergaard      | 3. Oktober 2011 – 3. Februar 2014    | R                               |
| Entwicklungshilfe                                               | Christian Friis Bach   | 3. Oktober 2011 – 21. November 2013  | R                               |
| Entwicklungshilfe                                               | Rasmus Helveg Petersen | 21. November 2013 – 3. Februar 2014  | R                               |
| Gleichstellung und Kirche Minister für nordische Zusammenarbeit | Manu Sareen            | 3. Oktober 2011 – 3. Februar 2014    | R                               |
| Klima, Energie und Bau                                          | Martin Lidegaard       | 3. Oktober 2011 – 3. Februar 2014    | R                               |
| Verkehr                                                         | Henrik Dam Kristensen  | 3. Oktober 2011 – 9. August 2013     | S                               |
| Verkehr                                                         | Pia Olsen Dyhr         | 9. August 2013 – 30. Januar 2014     | SF                              |
| Gesundheit und Prävention                                       | Astrid Krag            | 3. Oktober 2011 – 3. Februar 2014    | SF, ab 30. Januar 2014 S        |
| Europa ab 9. August 2013 Europa und Handel                      | Nicolai Wammen         | 3. Oktober 2011 – 9. August 2013     | S                               |
| Europa ab 9. August 2013 Europa und Handel                      | Nick Hækkerup          | 9. August 2013 – 3. Februar 2014     | S                               |
| Arbeit                                                          | Mette Frederiksen      | 3. Oktober 2011 – 3. Februar 2014    | S                               |
| Städte, Wohnen und ländlicher Raum                              | Carsten Hansen         | 3. Oktober 2011 – 3. Februar 2014    | S                               |
| Industrie und Wachstum                                          | Ole Sohn               | 3. Oktober 2011 – 16. Oktober 2012   | SF                              |
| Industrie und Wachstum                                          | Annette Vilhelmsen     | 16. Oktober 2012 – 9. August 2013    | SF                              |
| Industrie und Wachstum                                          | Henrik Sass Larsen     | 9. August 2013 – 3. Februar 2014     | S                               |